# Sex Is in the Heel
Sex is in The Heel é uma canção da cantora e compositora norte-americana Cyndi Lauper. Composta por ela, para o musical Kinky Boots The Musical, foi lançado como EP de remixes em 17 de Julho de 2012, sendo comerciado mundialmente no formato digital pelas lojas iTunes e Amazon, contendo neste 6 remixes da canção. A música não fará parte do próximo álbum da cantora.
A canção retrata o poder dos sapatos de salto. Na canção, Cyndi expressa que o sex appeal está nos saltos. Lauper também inclui na letra cidades muito conhecidas por sua influência na moda de sapatos de salto; Paris, Londres, Milão e Hong Kong são citados. Sex Is In The Heel é uma canção de dance, com influências de pop dos anos 90 e eletrônica.

## Antecedentes e lançamento

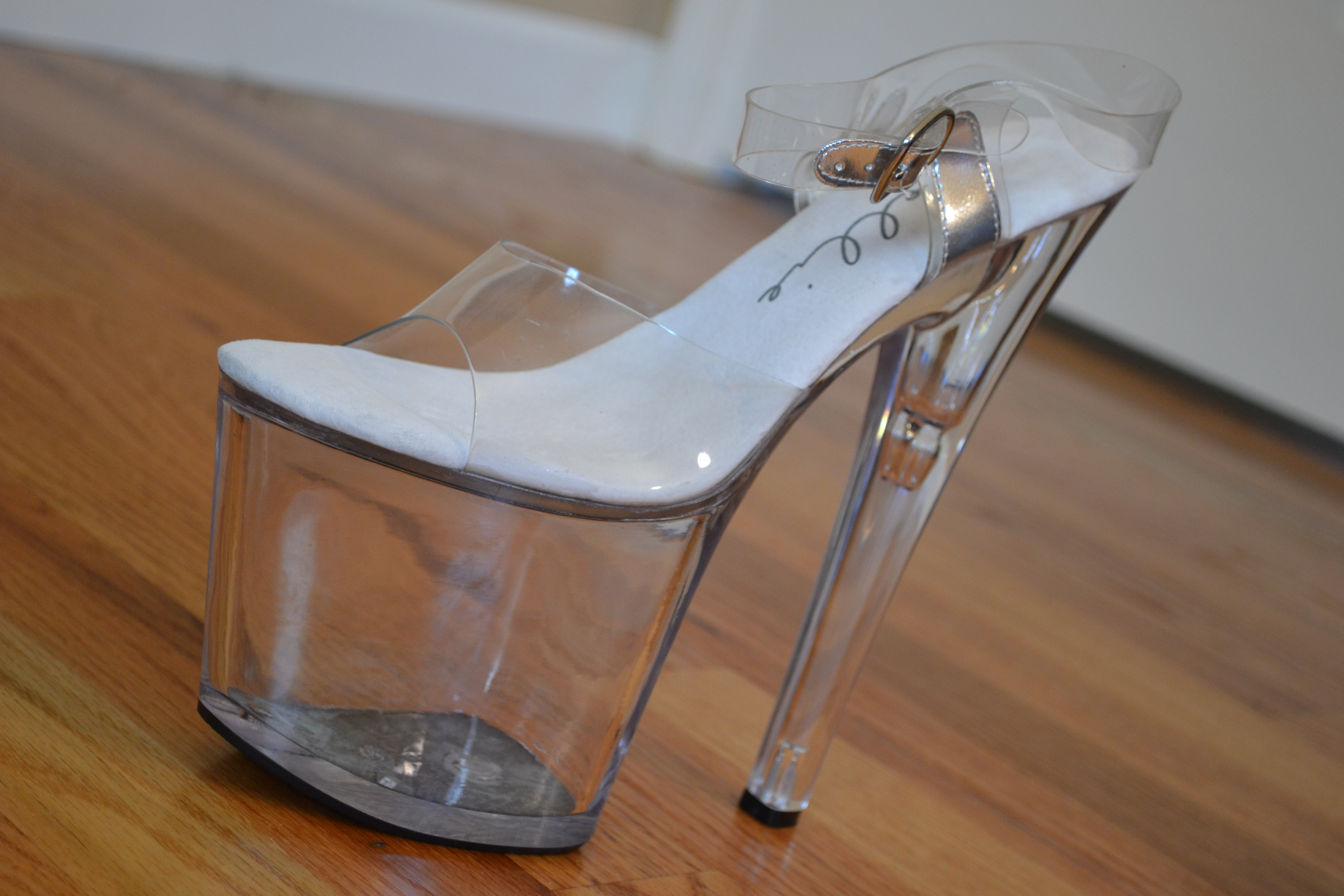
A música retrata o poder que os sapatos de salto possuem. Segundo a letra, o sex appeal está nos saltos.

Após uma versão demo da canção ter sido usada em um video especial sobre Cyndi Lauper no Festival de Cannes, rumores começaram a surgir de que este seria o novo single de Lauper. Alguns dias depois, o produtor musical Richard Morel, que já trabalhou com Cyndi no seu hit n°1 Same Ol' Story, lançado como single me 2008, disse que estava trabalhando com Cyndi em uma nova canção e que esta se chamaria "Sex Is In The Heel" e que deveria ser lançada no verão.  Logo após o produtor ter revelado detalhes da canção, Cyndi por seu twitter confirmou que havia um single a ser lançado para promover o musical.

## Composição e o musical
A composição de Sex is in The Heel retrata de forma original o que o musical irá apresentar na Broadway, que aborda uma fábrica de calçados tradicionais que está indo a falência e para evitar este acontecimento, uma drag queen é contratada para mudar os rumos da fábrica. A canção foi originalmente escrita por Cyndi, para ser usada no musical, assim como várias outras. Como esta expressa de forma bem determinada do que se trata o musical, foi escolhida para ser gravada por Lauper e ser lançada para promoção do espetáculo. No musical, Sex is in The Heel será interpretada por Billy Porter. 

## Desempenho & Download Gratuito
Em 21 de Junho de 2012, o site Pop Watch disponibilizou exclusivamente em sua página a canção para todos ouvirem. Alguns dias depois a faixa foi liberada para download gratuito no site oficial do musical. Logo após isso, Cyndi anunciou que preferiu disponibilizar a faixa gratuitamente para seus fãs e lançar um EP com a faixa e alguns remixes. Este foi lançado em 17 de Julho e obteve um desempenho de vendas regular no iTunes e na Amazon. Afinal, a canção recebeu praticamente nenhuma promoção. Sex Is In The Heel debutou em 45° no Hot Dance Club Play da Billboard em 14 de Julho. Em sua segunda semana na parada, a canção pulou da posição 45 para 35. Na sua quinta semana na parada, algo inusitado aconteceu. Turn Up The Radio, single atual de Madonna é barrado por Sex Is In The Heel na décima oitava posição. Por fim, o single obteve pico de 6° na parada em sua nona semana. Além de ser a única canção de um musical em mais de 25 anos a atingir o top 10 de paradas da Billboard.

## Apresentação ao vivo

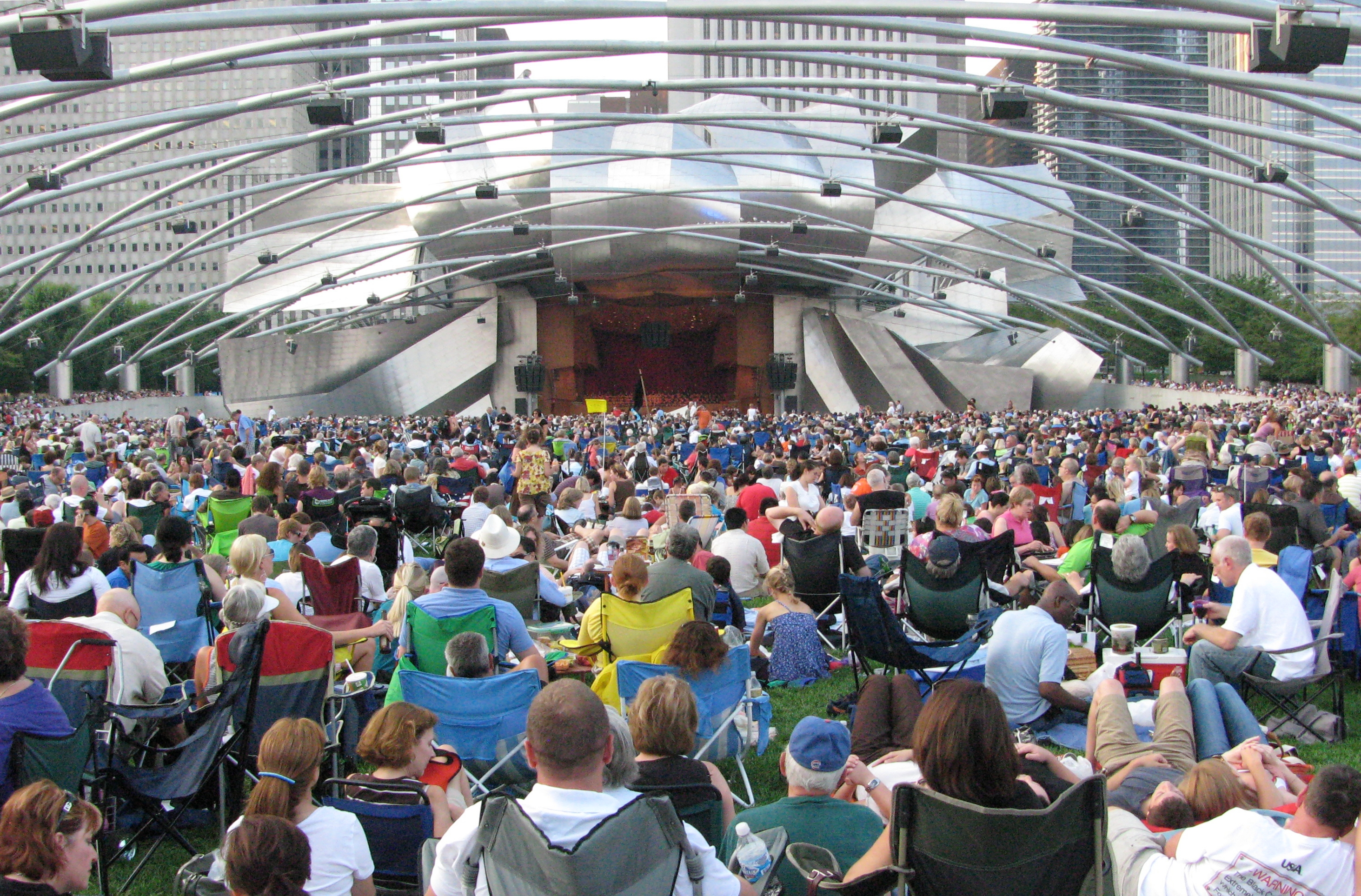
Cyndi apresentou no dia 6 de Agosto o single ao vivo no Millennium Park em Chicago.

A primeira apresentação da canção foi em um evento logo após a parada gay de Nova York, no dia 24 de julho. Cyndi executou a canção calçando botas vermelhas que vestiam até suas coxas, ao lado de dançarinos vestidos de vermelho com asas de anjo. Na platéia havia mais de 4 mil pessoas. Após quase um mês, Cyndi apresentou a canção no Millennium Park em Chicago, como parte de um evento da Broadway, para promover os musicais. No evento havia mais de 10 mil pessoas. No dia 6 de Setembro, Cyndi participou de um evento promivodo pela marca de sapatos mundialmente conhecida Manolo Blahnik. Lá, ela executou parte de um de seus maiores hits, True Colors e também Sex Is In The Heel. Cyndi também irá participar do New York Fashion Week, no qual irá abrir o desfile de Betsey Johnson e irá executar a canção.

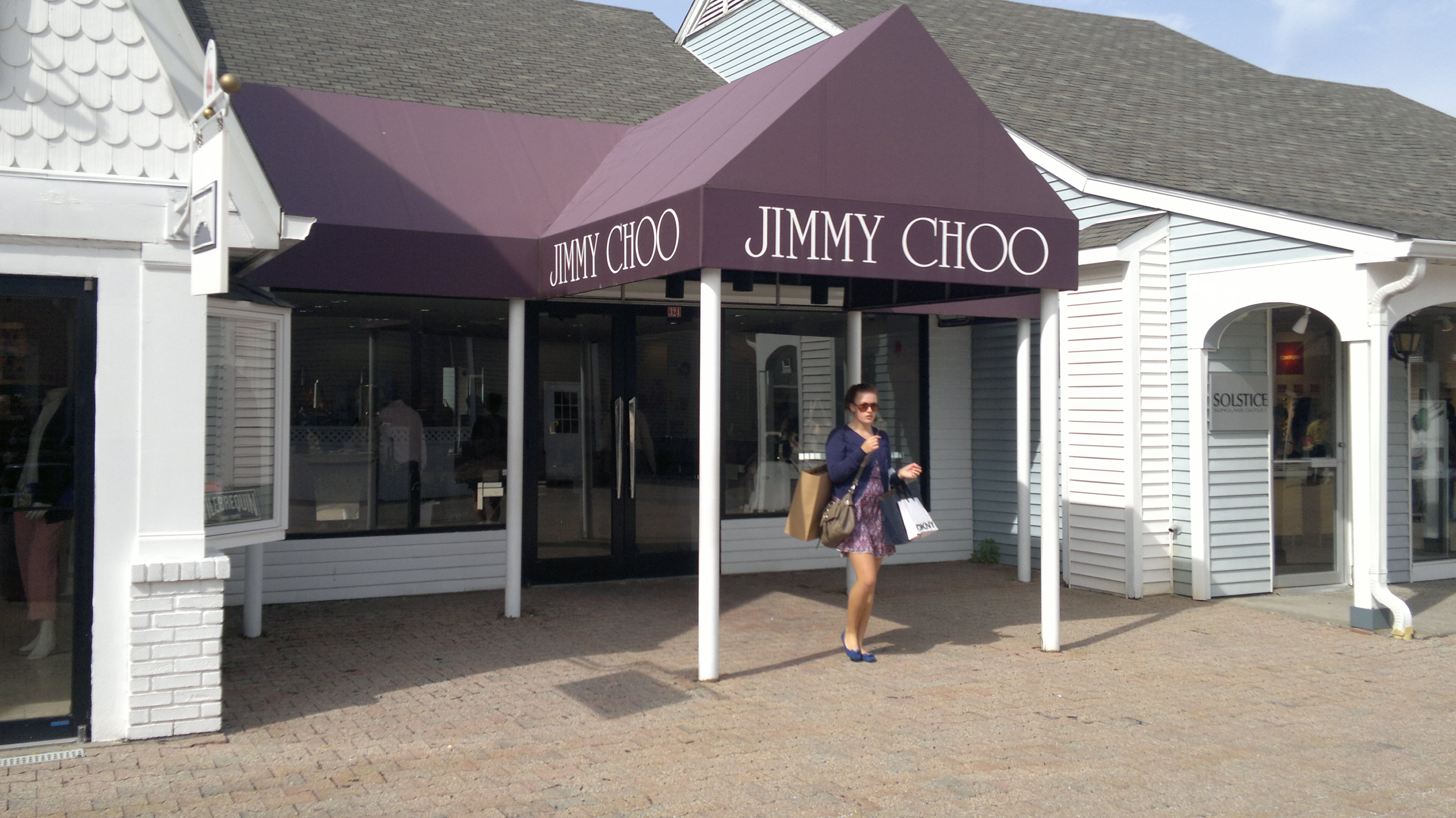
Na letra da canção, Cyndi faz referência a marca de luxo Jimmy Choo; "Gimme Jimmy Choo Ch Ch Ch Shoes".

## Remixes oficiais contidos no EP
1. Sex Is in the Heel (Morel's Original Club Mix)
2. Sex Is in the Heel (Morel's Hot Sauce Mix)
3. Sex Is in the Heel (RLP Club Mix)
4. Sex Is in the Heel (Danny Verde Club Mix)
5. Sex Is in the Heel (Honey Dijon Club Mix)
6. Sex Is in the Heel (Jochen Sims Club Mix)